# Coleman Glacier
Coleman Glacier är en glaciär i Antarktis. Den ligger i Västantarktis. Inget land gör anspråk på området. Coleman Glacier ligger 1 934 meter över havet.
Terrängen runt Coleman Glacier är kuperad åt sydost, men åt nordväst är den platt. Terrängen runt Coleman Glacier sluttar brant västerut. Trakten är obefolkad. Det finns inga samhällen i närheten.